# 블루스 클루스
《블루스 클루스》(Blue's Clues)는 1996년 9월 8일부터 2006년 8월 6일까지 니켈로디언에서 만든 어린이용 TV 시리즈이다. 미국에서는 총 6차례의 시즌이 제작되었다. 대한민국에서는 한국방송공사에서 2000년 7월 24일부터 2001년 11월 8일까지 《수수께끼 블루》라는 이름으로 방영되었으며, 이후 재능방송에서 재방영했다.

## 개요
《블루스 클루스》는 추리를 주요 소재로 하고 있으며 파란색 강아지인 블루(Blue)와 프로그램의 진행자가 출연한다. 진행자가 자신의 집 앞에 설치된 우체통에 보관된 편지를 통해 에피소드를 받아내고 강아지 블루가 남긴 발자국을 통해 추리하는 내용을 담고 있다.
미국에서 제작된 《블루스 클루스》는 1번째 시즌부터 4번째 시즌까지는 스티브 번스가 스티브(Steve) 역할을, 5번째 시즌부터 6번째 시즌까지는 도너번 패턴이 조(Joe) 역할을 맡았다. 대한민국에서 제작된 《블루스 클루스》는 KBS 방영 당시에 개그맨 심현섭이 진행을 맡았는데 여기서는 와 아저씨라는 이름으로 등장했다.

## 목소리 출연
- 엄상현 : 스티브